# Лабінський район
Лабінський район (рос. Лабинский район) займає південно-східну частину Краснодарського краю. Районний центр — місто Лабінськ. Розташовано за 200 км від міста Краснодар.
Площа району 184,3 тис. га, з них 95,5 тис. га рілля, 20,3 тис. га — лісовий фонд і 4,7 тис. га агролесомеліоратівниє насадження.
Населення: 104 178 осіб.
Лабінський район межує на півночі з Курганінським, на сході з Новокубанським і Отрадненським, на заході з Мостівським і Кошехабльським районами, а на півдні з Карачаєво-Черкеською республікою.
Територія його характеризується різноманітністю ґрунтово-кліматичних умов. Район розташований в передгірній зоні північного схилу Головного Кавказького хребта, що зумовило формування природно-кліматичних умов, що істотно відрізняються від рівнинних районів краю.
Є низка родовищ нерудних копалин, пісковики, черепашник, графіт, рінь, цегляно-черепичні глини. У басейні річки Лаба знайдені невеликі родовища вугілля, залізняку, кам'яної солі, хлористого натрію, марганцю і апатитові руди — цінна сировина для отримання фосфатних добрив.

## Адміністративний поділ
Територія Лабінського району складається з:
- 1 міського поселення
  - Лабінське міське поселення — центр місто Лабінськ
- 12 сільських поселень
  - Ахметовське сільське поселення — центр станиця Ахметовська
  - Владимирське сільське поселення — центр станиця Владимирська
  - Вознесенське сільське поселення — центр станиця Вознесенська
  - Зассовське сільське поселення — центр станиця Зассовська
  - Каладжинське сільське поселення — центр станиця Каладжинська
  - Лучеве сільське поселення — центр селище Луч
  - Отважненське сільське поселення — центр станиця Отважна
  - Первосинюхинське сільське поселення — центр хутір Перва Синюха
  - Сладковське сільське поселення — центр хутір Сладкий
  - Упорненське сільське поселення — центр станиця Упорна
  - Харківське сільське поселення — центр хутір Харківський
  - Чамлицьке сільське поселення — центр станиця Чамлицька

Загалом на території району розташовано 40 населених пунктів.

## Ресурси Інтернету
Лабінський район (рос.)